# Reinhold Wilhelm Buchholz
Reinhold Wilhelm Buchholz (2 de octubre de 1837, Fráncfort del Óder - 17 de abril de 1876, Greifswald) fue un zoólogo alemán que hizo contribuciones en los campos de la herpetología, carcinología e ictiología.

## Biografía
Estudió medicina en la Universidad de Königsberg, y en 1872 se convirtió en profesor asociado de zoología en la Universidad de Greifswald. En 1876, fue nombrado profesor titular y director del museo zoológico de Greifswald, pero murió poco después.
Entre 1869 a 1870, participó como científico en la segunda expedición polar ártica alemana, a bordo de la goleta Hansa. Desde 1872, con Anton Reichenow, estuvo destinado en el África ecuatorial occidental, y realizó investigaciones zoológicas en Camerún, Gabón y Fernando Pó.
Fue autoridad taxonómica o coautoridad de numerosas taxas zoológicas. Junto al naturalista Wilhelm Peters, describió el género africano de sapo Nectophryne así como varias especies herpetológicas.

## Honores

### Eponimia
También tiene una serie de especies con su epónimo; dos ejemplos son:
- Raiamas buchholzi,
- Pantodon buchholzi.[3][4]

Mientras en África Occidental, también recolectó especímenes botánicos, así en 1886, Adolf Engler lo nombró ee el género Buchholzia (familia Capparaceae).
Buchholzbukta, un ancón en la costa este de Spitzbergen lleva su epónimo en honor.

## Algunas publicaciones
- Anatomische Untersuchungen über den Bau der Araneiden. In: Archiv für Anatomie, Physiologie und wissenschaftliche Medizin, Jg. 1868, p. 240-255; with Leonard Landois – Anatomical studies on the construction of orb-weaver spiders.[8]

- Bemerkungen über die Arten der Gattung "Dermaleichus" Koch., 1869 – Remarks on species within the genus Dermaleichus (un genus de crustáceos).

- Beiträge zur Kenntniss der innerhalb der Ascidien lebenden parasitischen Crustaceen des Mittelmeeres. In: Zeitschrift für wissenschaftliche Zoologie, Band. 19. W. Engelmann, Leipzig 1869.[9]

- Fue el autor de la sección sobre Crustacea en Die zweite deutsche Nordpolarfahrt in den Jahren 1869 und 1870; (1874).[10]

- Land und Leute in Westafrika. Vortrag, 1876 – The land and people of West Africa.

- Über die von Professor Dr. Reinhold Buchholz in Westafrica gesammelten Fische, 1876 MB p. 244-252 mit 1 Tafel. 217. by Wilhelm Peters – On Buchholz' fish collection from West Africa.[11]

- Reinhold Buchholz' Reisen in West-Afrika nach seinen hinterlassenen Tagebüchern und Briefen, 1880 (published by Karl Heinersdorff) – Reinhold Buchholz' journey in West Africa according to his posthumous diaries and letters.[12]

## Abreviatura (zoología)
La abreviatura Buchholz  se emplea para indicar a Reinhold Wilhelm Buchholz como autoridad en la descripción y taxonomía en zoología.